# リカルド・アブリル
リカルド・アブリル（Richard Abril、1982年8月10日 - ）は、キューバのプロボクサー。元WBA世界ライト級王者。ヌエバ・ヘローナ出身。

## 来歴
2005年12月9日、フロリダ州キシミーのキシミー・シビック・センターでカルロス・ペーニャ（プエルトリコ）とウェルター級4回戦を行い、4回3-0の判定勝ちを収めデビュー戦を白星で飾った。
2010年10月19日、ホセ・レイエス（プエルトリコ）とWBCラテンアメリカライト級王座決定戦を行い、10回判定勝ちを収め王座獲得に成功した。
2010年12月10日、ミゲル・アンヘル・ムンギア（メキシコ）とWBAフェデラテンライト級王座決定戦を行い、5回TKO勝ちを収め王座獲得に成功した。
2011年7月30日、コスタリカでフリオ・カマノ（パナマ）と対戦し、12回3-0（110-99、2者が110-99）の判定勝ちを収めWBAフェデラテン王座の初防衛に成功した。
2011年10月22日、パナマのパナマシティで元WBA世界ライト級王者ミゲル・アコスタ（ベネズエラ）とWBA世界ライト級暫定王座決定戦を行い12回3-0（113-112、117-111、115-111）の判定勝ちを収め王座獲得に成功した。
2012年4月14日、マンダレイ・ベイ・イベント・センターで、元WBA世界ライト級王者ブランドン・リオスと王座決定戦を行う予定だったが、リオスがジョン・マレー戦に続き体重超過で失格となった為、アブリルが勝てば空位の正規王座に認定されリオスが勝てば暫定王座も空位となるという条件で試合は行われ、1-2（117-111、112-116、113-115）の判定負けを喫し暫定王座も空位になった。しかし専門家などからアブリルが勝ったという声が聞こえ、後日WBAで検証が行われ2日後の4月16日正規王座を空位のままにし、アブリルを暫定王座に差し戻すことを明らかにした。この試合を放送したHBOのスコアは117-111でアブリルだった。
2013年2月28日、アブリルを空位の正規王座に認定し、同年3月2日のシャリフ・ボゲール戦が初防衛になるとWBAが発表した。
2013年3月2日、ザ・ジョイントにてシャリフ・ボゲール（ウガンダ）と対戦し、12回3-0（115-111、2者が116-110）の判定勝ちを収め初防衛に成功した。
2013年11月10日、東京・両国国技館にてWBA世界ライト級3位のホルヘ・リナレス（ベネズエラ）と2度目の防衛戦を行う予定だったが、同年10月30日にマイアミで調整していたアブリルがスパーリング中に右足首を負傷し、試合を行うことが不可能になり、アブリルのオスミリ・フェルナンデス・トレーナーの「我々の目標はタイトル防衛だが、今のところ不可能になった」との発言もあり試合中止となった。
2014年3月22日、モスクワでWBA世界ライト級4位のエドゥアルド・トロヤノフスキーと2度目の防衛戦をする予定だったが負傷した足首が悪化したため延期になった。
2014年4月25日、モスクワでエドゥアルド・トロヤノフスキーと延期となっていた2度目の防衛戦をする予定だったが、今度はトロヤノフスキーが右手中指を骨折したため再度延期となった。
2014年6月7日、モスクワのダイナモ・スポーツ・パレスでエドゥアルド・トロヤノフスキーと再延期されていた2度目の防衛戦をする予定だったが、またも延期となり試合は中止となった。
2014年9月20日、フィンランド・ヘルシンキのハートウォールアリーナでWBA世界ライト級12位のエディス・タトリと対戦し、12回2-0（114-114、116-112、117-111）の判定勝ちを収め2度目の防衛に成功した。フィンランドでフィンランド人の世界戦が行われるのは1962年8月12日にヘルシンキ・オリンピックスタジアムでオッリ・マキがデビー・ムーアに挑戦して以来だった。
2014年12月17日、2015年2月23日にマンチェスターのフォンズ4uアリーナ・マンチェスターでアンソニー・クローラと3度目の防衛戦をする予定だったが、クローラが泥棒を取り押さえようとしたところ、逆襲にあいレンガで頭を殴られ頭蓋骨と足首を骨折し試合は中止となった。
2015年2月13日、同年3月6日にリバプールのエコ・アリーナ・リバプールでデリー・マシューズと3度目の防衛戦をする予定だったが、アブリルが感染症に罹り試合は中止となった。
2015年4月10日、リバプールのエコ・アリーナ・リバプールで当初は同年3月6日に予定されながら延期となっていたWBA世界ライト級4位のデリー・マシューズと対戦予定だったが、アブリルは病気が回復せず試合をキャンセル。WBAは防衛戦をキャンセルしたアブリルを休養王座に認定し、暫定王者のダーリー・ペレスを正規王座に認定した。
2015年8月12日、WBAはアブリルから休養王座を剥奪した上でランキングから除外した。
2016年3月8日、ディベイラ・エンターテインメントと契約を結んだ。
2016年6月3日、ニューヨーク市クイーンズ区のリゾーツ・ワールド・カジノ・ニューヨークシティでジェリー・ベルモンテスとライト級10回戦を行い、10回3-0（96-93×2、95-94）の判定勝ちを収めた。

## 獲得タイトル
- WBCラテンアメリカライト級王座
- WBAフェデラテンライト級王座
- WBA世界ライト級暫定王座（防衛0→正規王座に認定）
- WBA世界ライト級（防衛2→休養王座に認定）